# David Jack (scienziato)
Sir David Jack (22 febbraio 1924 – 8 novembre 2001) è stato un farmacologo e chimico scozzese specializzato nello sviluppo di farmaci per il trattamento dell'asma.
Egli è stato a capo della ricerca e sviluppo della Glaxo dal 1978 fino al 1987.
Scoperte scientifiche di David Jack:
- Il salbutamolo, ovvero il primo beta-2-agonista della storia.
- Il beclometasone dipropionato ovvero il primo corticosteroide per via inalatoria.
- Il salmeterolo, ovvero il primo beta-2-agonista a lunga durata.
- Il fluticasone propionato.
- la Ranitidina, antagonista del recettore H2 dell'istamina.